# Sorgenfri Slot
Sorgenfri Slot er et slot lidt uden for Kongens Lyngby, nord for København. Det ligger ud til Kongevejen mod Nordsjælland.
Det oprindelige slot blev opført i 1705-06 med François Dieussart som arkitekt og Carl lensgreve Ahlefeldt som bygherre. Slottet er ombygget flere gange.
Sorgenfri Slot har siden 1730 været anvendt af kongehuset og været bolig for flere forskellige medlemmer af kongefamilien, herunder kongerne Christian 8. og Christian 10. Det står stadig til rådighed for kongehuset.

## Slottet
I middelalderen lå her en gård, Mølletorp, der hørte under Roskilde Bispestol. Ved reformationen blev gården konfiskeret af kongen sammen med det øvrige kirkegods og kom ind under krongodset.
I 1686 blev der på stedet opført en lystgård. Grev Carl Ahlefeldt lod i 1705 gården nedrive og erstatte med et trefløjet anlæg i barokstil opført af den tysk-franske bygmester François Dieussart.
Slottet blev i 1730 erhvervet af kongehuset. I 1743 lod Kronprins Frederik (5.) arkitekten Laurids de Thurah restaurere hovedbygningen og udbygge slottet med en staldbygning og en kavalerfløj nede ved Kongevejen.
Da Frederik 5. blev konge, blev Sorgenfri bolig for hans moster Enkefyrstinde Sophie Caroline af Ostfriesland. Hun lod i 1756-57 den oprindelige hovedbygning rive ned og opførte et helt nyt slot med Laurids de Thurah som arkitekt. Sophie Caroline boede på Sorgenfri til sin død i 1764.
I 1783 blev det købt af den rige købmand og nyudnævnte baron Henrik Bolten, der dog gik fallit og måtte sælge slottet til arveprins Frederik, bror til Christian 7., i 1789. I 1791-94 udvidede og moderniserede arveprinsen slottet ved arkitekten Peter Meyn. Nicolai Abildgaard stod for den indre udsmykning i nyklassicistisk stil.
Ved arveprins Frederiks død overgik slottet til hans søn, kong Christian 8., og dennes dronning, Caroline Amalie, der benyttede det flittigt. Dronning Caroline Amalie tilbragte mere end 60 somre på Sorgenfri frem til sin død i 1881.
Frederik 7. overdrog det i 1856 til staten. I 1898 stillede staten slottet til rådighed for prins Christian (senere kong Christian 10.). I den forbindelse blev der ved arkitekt Ferdinand Meldahl tilbygget en glasveranda, som af æstetiske grunde blev fjernet igen ved en restaurering i 2001-02.
Prins Christian og prinsesse Alexandrine brugte slottet som sommerresidens, og her blev den senere kong Frederik 9. og prins Knud født i 1899 og 1900. Under besættelsen tilbragte Christian 10. en længere periode på slottet i husarrest, men under bevogtning af danske styrker. Derfor blev slottet angrebet af tyskerne under operation Safari den 29. august 1943. På slottet befandt sig en vagtstyrke på én kaptajn, én kornet og 16 menige soldater. I tiden mellem kl. 1.10 og 3.45 indløb forskellige meldinger om tyske troppebevægelser i gaderne. Kl. 3.58 meddelte vagten, at tyskerne var ved at forcere adgangen til slottet. Umiddelbart efter trængte en deling tyske soldater på ca. 40 mand under livlig skydning og håndgranatfægtning gennem indhegningen om hovedlågen. Hans Majestæt Kongen gav gennem en adjudant ordre om, at der ikke måtte kæmpes i slottet. Den vagthavende kaptajn besvarede tyskernes krav om overgivelse med, at der ikke fandt overgivelse sted, men at al skydning efter kongens ordre skulle ophøre. En fornyet opfordring om overgivelse besvaredes med, at skydningen var indstillet. Otte gardere forsvandt fra slottet efter kampens ophør, medens resten af vagten blev afhentet af tyskerne om eftermiddagen.
Efter dronning Alexandrines død i 1952 fungerede slottet som bolig for arveprins Knud og arveprinsesse Caroline-Mathilde, der boede på slottet til deres død i henholdsvis 1976 og 1995. Damebygningen ved slottet beboedes i mange år af deres søn Christian, greve af Rosenborg og grevinde Anne-Dorte. Prinsesse Elisabeth boede fra 2015 frem til sin død i 2018 i Damebygningen.

## Slotshaven/-parken
Den tilhørende slotshave på ca. 40 ha blev oprindelig anlagt i 1706 i fransk barokstil. I 1791-94 lod arveprins Frederik den omlægge til en romantisk, engelsk landskabshave. Eneste levn fra barokhaven er de store lindealleer foran slottet.
Arkitekt og kunstmaler Nicolai Abildgaard bidrog med slotshavens små pavilloner Schweizerhuset og Norske Hus.
Igennem slotsparken løber Mølleåen. En rundhøj kaldet Dansebakken ligger i slotshaven ved Norske Hus på Kongevejen modsat slottet. Jens Juel har malet et oliemaleri derfra.
Der er opstillet en mindebænk for digteren Viggo Stuckenberg og en sten for kvindesagsforkæmperen Gyrithe Lemche.
Sorgenfri Slot ejes af staten, administreres af Styrelsen for Slotte & Kulturejendomme og er stillet til rådighed for civillisten. Det gælder også slotshaven, der er omgivet af et jerngitter. Resten af området omkring Mølleåen er en offentlig park.
- Set op gennem alleen
- Damebygningen
- Grundtegning fra 1700-tallet
- Prospekt udført af Johan Jacob Bruun i 1756
- Ferdinand Richardt: 1853
- Jens Juels maleri Dansebakken ved Sorgenfri, cirka 1800